# Richard Rich, 1:e baron Rich
Richard Rich, 1st Baron Rich, född 1496, död 1567, var en engelsk hovfunktionär och ämbetsman. Han var Lordkansler 1547-1552. 